# Spectrum (arena)
Pour les articles homonymes, voir Spectrum.
Le Spectrum (auparavant CoreStates Spectrum, First Union Spectrum et Wachovia Spectrum) était une salle omnisports située dans le South Philadelphia sports complex qui inclut le Lincoln Financial Field, le Citizens Bank Park et le Wells Fargo Center à Philadelphie, en Pennsylvanie, démoli entre novembre 2010 et avril 2011.
Ses locataires étaient les Phantoms de Philadelphie de la Ligue américaine de hockey, le KiXX de Philadelphie de la Major Indoor Soccer League et le Soul de Philadelphie de l'Arena Football League (seulement pour les matchs à domicile du samedi). Avant l'ouverture du Wachovia Center, entre 1967 et 1996, le Spectrum était l'arène principale à Philadelphie et abritait les Flyers de Philadelphie de la Ligue nationale de hockey, les 76ers de Philadelphie de la National Basketball Association et les Wings de Philadelphie de la National Lacrosse League. Le Spectrum a une capacité de 18 168 places pour le basket-ball et de 17 380 pour le hockey sur glace, le football américain en salle, le soccer en salle et la crosse.

## Histoire
Ouvert comme The Spectrum en automne 1967, la première arène moderne pour les sports en salle de Philadelphie a été à l'origine construite pour être le domicile de l'expansion Flyers de Philadelphie de la Ligue nationale de hockey, et aussi pour adapter les 76ers de Philadelphie de la National Basketball Association déjà existant depuis 1939. Le bâtiment était le deuxième édifice sportif principal établi à l'extrémité sud de la ville dans un secteur précédemment connu sous le nom de "East League Island Park" et maintenant dit "South Philadelphia Sports Complex".
Le chantier sur l'arène a commencé en juin 1966, et s'est terminé en 16 mois à un coût de $7 millions de dollars. Le Wachovia Spectrum fut inauguré le 30 septembre 1967 sur le site de l'ancien John F. Kennedy Stadium. Les 76ers jouaient précédemment au Convention Hall. Le 1er mars 1968, des vents violents ont soufflé sur une partie du toit de l'arène pendant un spectacle de Ice Capades, forçant la fermeture du bâtiment pendant un mois tandis que les dommages étaient réparés. Pendant ce temps, les 76ers pouvaient déplacer leurs matchs au Convention Hall ou au Palestra, mais ni l'une ni l'autre de ces arènes n'avaient eu des patinoires de glace et il n'y avait aucun autre emplacement pour les matchs de hockey sur glace de niveau LNH dans la région de Philadelphie. Ainsi les Flyers de Philadelphie ont déplacé leur prochain match à domicile (contre les Golden Seals de la Californie) au Madison Square Garden à New York suivi d'un match avec les Bruins de Boston joué au Maple Leaf Gardens à Toronto avant d'établir une base dans le Colisée de Québec, salle de leur équipe mineure, les As de Québec (Ligue américaine de hockey), pour le reste de leur programme à domicile de saison régulière. Mais le toit de la salle a été réparé à temps afin de permettre aux Flyers de Philadelphie de retourner au Spectrum pour disputer leurs premières finales de Coupe Stanley contre les Blues de Saint-Louis le 4 avril 1968. Depuis l'ouverture du Core States Center en 1996, le Spectrum n'est plus la salle majeure pour les sports en salle tels que le basket-ball NBA et le hockey sur glace LNH.
Le Spectrum a servi de lieu de tournage pour le film Rocky, avec Sylvester Stallone. C'est là qu'a lieu le premier combat entre Rocky Balboa et Apollo Creed.

### Fin d'une ère
Le 14 juillet 2008, le directeur de Comcast-Spectacor, Ed Snider, a annoncé officiellement que le Spectrum fera place au projet Philly Live!. « Cela a été une des plus difficiles décisions que j'aie jamais eu à prendre », a déclaré Snider. « Le Spectrum est mon bébé. C'est une des plus grandes choses qui me soit jamais arrivées. »
Les Phantoms de Philadelphie commémoreront leur dernière saison au Wachovia Spectrum par le port d'un patch sur leur uniforme. L'équipe célébrera certains événements inoubliables du bâtiment tout au long de la saison.
La démolition de l'édifice commença officiellement le 23 novembre 2010.

## Événements
- NBA All-Star Game 1970, 20 janvier 1970
- Finales de la Coupe Stanley, 1974, 1975, 1976, 1980, 1985 et 1987
- 29e Match des étoiles de la Ligue nationale de hockey, 20 janvier 1976
- NBA All-Star Game 1976, 3 février 1976
- Final Four basket-ball NCAA masculin, 1976 et 1981
- Concert de Pink Floyd, 1977
- NBA Finals, 1977, 1980, 1982 et 1983
- MILL Championship, 1989, 1992, 1994 et 1995
- WWE SummerSlam 1990, 27 août 1990
- Concerts de Madonna (Blond Ambition Tour), 16 et 17 juin 1990
- Match des étoiles de la Major Indoor Lacrosse League, 1991
- 43e Match des étoiles de la Ligue nationale de hockey, 18 janvier 1992
- NCAA Tournament, Région Est, 1992
- Concerts de Madonna (The Girlie Show), 19 octobre 1993
- WWE King of the Ring, 25 juin 1995
- Finales de la Coupe Calder, 1998
- NPSL Championship, 2001
- MISL Championship, 2002
- Concerts de Bruce Springsteen (Working On A Dream Tour), 28 et 29 avril 2009
- Concerts du Grateful Dead entre 1972 et 1995.

## Galerie

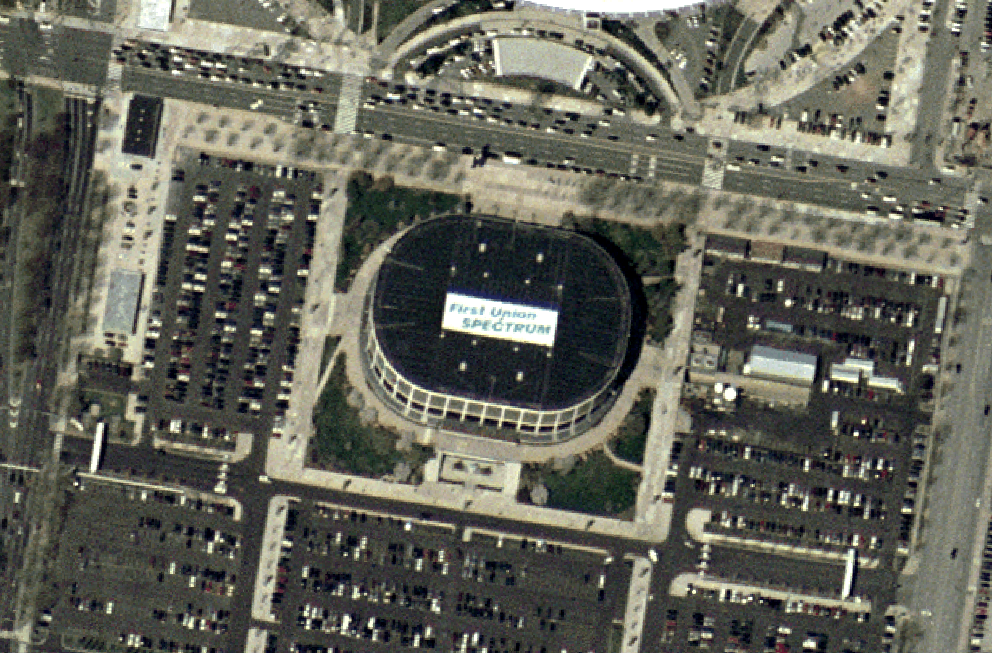
Image satellite
Logo commémoratif
Ancien logo